# Horisontalkurvatur
Horisontalkurvatur anger hur mycket en vägs eller järnvägs linjeföring svänger i sidled. En synonym är krökning.
Ett alternativt mått är kurvradie. Vid utvärdering av befintliga vägars och järnvägars krökning medför begreppet kurvradie dock problem, eftersom det vid övergång från kurvor till raksträckor växlar mellan +/- oändlig kurvradie. Detta problem elimineras genom att använda begreppet kurvatur, vilket på raksträcka helt enkelt är 0 (noll), istället för oändligt.

## Matematisk definition
Det finns flera olika definitioner av linjeföringens krökning.
Den fysikaliskt mest korrekta ges av formeln  
{\displaystyle K=1000/R\,}
där
K [1/km] är kurvatur, och
R [m] är kurvradien
En fördel med denna definition är att kurvaturvärdet är direkt proportionellt mot sidkraften, förutsatt konstant hastighet och fordonsmassa.
Genom att ange kurvatur i enheten [1/km] istället för [1/m] fås för vanligt förekommande kurvradier på landsväg värden mellan 0 och uppemot cirka 5, istället för värden mellan 0 och cirka 0,005. Valet av enhet är alltså en rent praktisk aspekt.

## Betydelse för trafikolycksrisk
Hård kurvtagning innebär ökat behov av sidofriktion och därigenom också ökad olycksrisk.
En väg där trafiken går sakta kan krökas mycket mer än en väg med snabb trafik, utan att för den skull bli mer olycksdrabbad. Olycksrisken avgörs i högre grad av sidkraften (som påverkas mycket kraftigt av fordonets hastighet) än av kurvaturen.
Ett sätt att minska risken för instabilitetsolycka i tvära ytterkurvor är att banka upp tvärfallet till skevning.